# Kansas Saloon Smashers
Kansas Saloon Smashers je americký němý film z roku 1901. Režisérem je Edwin S. Porter (1870–1941). Film trvá zhruba jednu minutu a premiéru měl 16. března 1901. Film je nyní volným dílem a jeho papírová kopie je uložena v Knihovně Kongresu.
Inspirací pro film se stala karikatura New York Evening Journal, která reagovala na činnost Carrie Nationové, která útočila sekerou na podniky prodávající alkohol. Film se stal úspěšným a inspiroval další filmy o Nationové, které byly produkovány společnostmi Lubin Manufacturing Company (Mrs. Nation and Her Hatchet Brigade, březen 1901) a Biograph Company (Carrie Nation Smashing a Saloon, duben 1901). Film Kansas Saloon Smashers však nebyl jediným od společnosti Edison Studios, který zesměšňoval Nationovou. Již o týden dříve nechala společnost vydat snímek Why Mr. Nation Wants a Divorce, který parodoval její vztah s manželem. Kansas Saloon Smashers, jehož děj Nationovou a její následovníky popudil, byl kategorizován jako burleska a politická satira. I když se o identitě herců nic neví, je známo, že ženy ve filmu hráli muži.

## Děj
Barman obsluhuje zákazníky, když vtom přichází do saloonu Carrie Nationová a její následovkyně, které začnou napadat návštěvníky a ničit bar. Nationová rozbíjí se svou sekerou vše okolo sebe a barman je nucen ji postříkat do obličeje sodovkou. Na místě se následně objeví policisté, kteří všechny útočnice vyvedou ven.